# Апсолутна звездана величина
Апсолутна звездана величина (M) (или магнитуда, од латинског magnitudo) представља привидну звездану величину небеског тела у случају када би се оно налазило на растојању од 10 парсека. Оваква дефиниција се користи за објекте у нашој Галаксији и тела ван Млечног пута, док за тела у Сунчевом систему се користи друга референтна удаљеност и мери се сјај какав би тело имало на удаљености од 1 АЈ.
Као и код свих астрономских магнитуда, апсолутна магнитуда се може специфицирати за различите опсеге таласних дужина који одговарају специфицираним филтерским опсезима или пропусним опсегима; за звезде уобичајена апсолутна магнитуда је апсолутна визуелна величина, која користи визуелни опсег спектра (у УБВ фотометријском систему). Апсолутне величине су означене великим М, са индексом који представља филтерски опсег који се користи за мерење, као што је  за апсолутну магнитуду у визуелном опсегу.
Што је објекат светлији, то је мања нумеричка вредност његове апсолутне величине. Разлика од 5 магнитуда између апсолутних величина два објекта одговара односу од 100 у њиховим луминозностима, а разлика од n магнитуде у апсолутној величини одговара односу осветљености од 100n/5 На пример, звезда апсолутне магнитуде =3,0 би била 100 пута светлија од звезде апсолутне магнитуде =8,0 мерено у видљивом филтерском опсегу. Сунце има апсолутну магнитуду MV=+4,83. Јако луминозни објекти могу имати негативне апсолутне магнитуде: на пример, галаксија Млечни пут има апсолутну видљиву магнитуду од око -20,8.
Апсолутна болометријска магнитуда објекта представља његову укупну луминозност на свим таласним дужинама, а не у једном филтерском опсегу, као што је изражено на логаритамској скали магнитуда. За конвертовање из апсолутне величине у одређеном опсегу филтера у апсолутну болометријску магнитуду, примењује се болометријска корекција (БЦ).

## Веза са привидном звезданом величином
Како се звезде налазе на различитим удаљеностима од Земље, привидна звездана величина нам није од користи при поређењу укупног интензитета сјаја неке две звезде уколико се налазе на различитим удаљеностима, што јесте најчешћи случај. Због тога се уводи апсолутна звездана величина (М). Веза између апсолутне и привидне звездане величине дата је формулом:
{\displaystyle M=m+5-5*\log(r)}
где је r удаљеност тела од Земље изражена у парсецима, а log логаритам са основом 10. Дата формула се може представити и као:
{\displaystyle M=m+5+5*\log(\pi )}
где је {\displaystyle \pi } годишња паралакса звезде изражена у угловним секундама. При томе користимо једнакост:
{\displaystyle \pi =1/r}

## Веза са површинским сјајем
Када смо одредили апсолутне звездане величине две звезде и тиме их довели на исто растојање од Земље можемо повезати осећај надражаја детектора светлости (који представља апсолутна звездана величина) и објективну физичку величину луминозност (L) користећи се формулом:
{\displaystyle \log {\frac {L_{1}}{L_{2}}}=0.4(M_{2}-M_{1})}

## Апсолутна звездана величина неких тела
Апсолутна звездана величина Сунца износи +4.m8, звезде Сиријус +1.m5, а звезде Алфа Кентаур +4.m3.

## Тела Сунчевог система (H)
| H    | Дијаметар |
| ---- | --------- |
| 10   | 34        |
| 12,6 | 10        |
| 15   | 3.4       |
| 17,6 | 1         |
| 19,2 | 500 метар |
| 20   | 340 метар |
| 22,6 | 100 метар |
| 24,2 | 50 метар  |
| 25   | 34 метар  |
| 27,6 | 10 метар  |
| 30   | 3,4 метар |

За планете и астероиде користи се дефиниција апсолутне величине која је значајнија за незвездане објекте. Апсолутна магнитуда, која се обично назива {\displaystyle H}, дефинише се као привидна величина коју би објекат имао да је на удаљености од једне астрономске јединице (АЈ) од Сунца и од посматрача, и у условима идеалне соларне опозиције (аранжман који је у пракси немогућ). Тела Сунчевог система су осветљена Сунцем, тако да њихова светлост варира у зависности од услова осветљења, описаних фазним углом. Овај однос се назива фазна крива. Апсолутна магнитуда је осветљеност при нултом фазном углу, распореду познатом као опозиција, са удаљености од једне АЈ.

### Привидна звездана величина
Апсолутна магнитуде {\displaystyle H} се може користити за израчунавање привидне величине {\displaystyle m} тела. За објекат који рефлектује сунчеву светлост, {\displaystyle H} и {\displaystyle m} су повезани релацијом
{\displaystyle m=H+5\log _{10}{\left({\frac {d_{BS}d_{BO}}{d_{0}^{2}}}\right)}-2.5\log _{10}{q(\alpha )},}
где је {\displaystyle \alpha } фазни угао, угао између линија тело-Сунце и тело-посматрач. {\displaystyle q(\alpha )} је фазни интеграл (интеграције рефлектоване светлости; број у опсегу од 0 до 1).
По косинусној теореми се може написати:
{\displaystyle \cos {\alpha }={\frac {d_{\mathrm {BO} }^{2}+d_{\mathrm {BS} }^{2}-d_{\mathrm {OS} }^{2}}{2d_{\mathrm {BO} }d_{\mathrm {BS} }}}.}
Растојања:
- dBO је растојање између тела и посматрача
- dBS је растојање између тела и Сунца
- dOS је растојање између посматрача и Сунца
- d0 је 1 АЈ, просечна удаљеност између Земље и Сунца.

### Апроксимације за фазни интегралq(α){\displaystyle q(\alpha )}
Вредност {\displaystyle q(\alpha )} зависи од својстава рефлектујуће површине, посебно од њене храпавости. У пракси се користе различите апроксимације на основу познатих или претпостављених особина површине.

#### Планете као дифузне сфере
Планетарна тела се могу доста добро апроксимирати као идеалне дифузне рефлектујуће сфере. Нека је{\displaystyle \alpha } фазни угао у степенима, онда
{\displaystyle q(\alpha )={\frac {2}{3}}\left(\left(1-{\frac {\alpha }{180^{\circ }}}\right)\cos {\alpha }+{\frac {1}{\pi }}\sin {\alpha }\right).}
Дифузна сфера пуне фазе рефлектује две трећине светлости као дифузни раван диск истог пречника. Четвртина фазе ({\displaystyle \alpha =90^{\circ }}) има {\displaystyle {\frac {1}{\pi }}} толико светлости колико и пуна фаза ({\displaystyle \alpha =0^{\circ }}).
Насупрот томе, модел рефлектора дифузног диска је једноставно {\displaystyle q(\alpha )=\cos {\alpha }}, што није реално, али представља опозициони ефекат за грубе површине које рефлектују равномернију светлост назад при ниским фазним угловима.
Дефиниција геометријског албеда {\displaystyle p}, мера за рефлективност планетарних површина, заснована је на моделу рефлектора дифузног диска. Апсолутна магнитуда {\displaystyle H}, пречник {\displaystyle D} (у километрима) и геометријски албедо {\displaystyle p} тела су повезани изразом
{\displaystyle D={\frac {1329}{\sqrt {p}}}\times 10^{-0.2H}} km.
Пример: Месечева апсолутна магнитуда {\displaystyle H} се може израчунати из његовог пречника {\displaystyle D=3474{\text{ km}}} и геометријског албеда {\displaystyle p=0.113}:
{\displaystyle H=5\log _{10}{\frac {1329}{3474{\sqrt {0.113}}}}=+0.28.}
Добија се {\displaystyle d_{BS}=1{\text{ AU}}}, {\displaystyle d_{BO}=384400{\text{ km}}=0.00257{\text{ AU}}.} У четвртини фазе, {\displaystyle q(\alpha )\approx {\frac {2}{3\pi }}} (према моделу дифузног рефлектора), ово даје привидну магнитуду од {\displaystyle m=+0.28+5\log _{10}{\left(1\cdot 0.00257\right)}-2.5\log _{10}{\left({\frac {2}{3\pi }}\right)}=-10.99.} Стварна вредност је нешто нижа од ње, {\displaystyle m=-10.0.} Фазна крива Месеца је превише компликована за модел дифузног рефлектора.

#### Напреднији модели
Пошто тела Сунчевог система никада нису савршени дифузни рефлектори, астрономи користе различите моделе да предвиде привидне магнитуде на основу познатих или претпостављених особина тела. За планете, апроксимације за термин корекције {\displaystyle -2.5\log _{10}{q(\alpha )}} у формули за m су изведене емпиријски, да би се ускладила запажања под различитим фазним угловима. Апроксимације које препоручује Астрономски алманах су (са {\displaystyle \alpha } у степенима):
| Планета | {\displaystyle H} | Апроксимација за {\displaystyle -2,5\log _{10}{q(\alpha )}} |
| ------- | ----------------- | --- |
| Меркур  | −0,613            | {\displaystyle +6,328\times 10^{-2}\alpha -1,6336\times 10^{-3}\alpha ^{2}+3,3644\times 10^{-5}\alpha ^{3}-3,4265\times 10^{-7}\alpha ^{4}+1,6893\times 10^{-9}\alpha ^{5}-3,0334\times 10^{-12}\alpha ^{6}} |
| Менера  | −4,384            | - {\displaystyle -1,044\times 10^{-3}\alpha +3,687\times 10^{-4}\alpha ^{2}-2,814\times 10^{-6}\alpha ^{3}+8,938\times 10^{-9}\alpha ^{4}} (за {\displaystyle 0^{\circ }<\alpha \leq 163,7^{\circ }}) - {\displaystyle +240,44228-2,81914\alpha +8,39034\times 10^{-3}\alpha ^{2}} (за {\displaystyle 163,7^{\circ }<\alpha <179^{\circ }}) |
| Земља   | −3,99             | {\displaystyle -1,060\times 10^{-3}\alpha +2,054\times 10^{-4}\alpha ^{2}} |
| Марс    | −1,601            | - {\displaystyle +2,267\times 10^{-2}\alpha -1,302\times 10^{-4}\alpha ^{2}} (за {\displaystyle 0^{\circ }<\alpha \leq 50^{\circ }}) - {\displaystyle +1,234-2,573\times 10^{-2}\alpha +3,445\times 10^{-4}\alpha ^{2}} (за {\displaystyle 50^{\circ }<\alpha \leq 120^{\circ }}) |
| Јупитер | −9,395            | - {\displaystyle -3,7\times 10^{-4}\alpha +6,16\times 10^{-4}\alpha ^{2}} (за {\displaystyle \alpha \leq 12^{\circ }}) - {\displaystyle -0,033-2,5\log _{10}{\left(1-1,507\left({\frac {\alpha }{180^{\circ }}}\right)-0,363\left({\frac {\alpha }{180^{\circ }}}\right)^{2}-0,062\left({\frac {\alpha }{180^{\circ }}}\right)^{3}+2,809\left({\frac {\alpha }{180^{\circ }}}\right)^{4}-1,876\left({\frac {\alpha }{180^{\circ }}}\right)^{5}\right)}} (за {\displaystyle \alpha >12^{\circ }})                                                                                           |
| Сатурн  | −8,914            | - {\displaystyle 1,825\sin {\left(\beta \right)}+2,6\times 10^{-2}\alpha -0,378\sin {\left(\beta \right)}e^{-2,25\alpha }} (за планету и прстенове, {\displaystyle \alpha <6,5^{\circ }} и {\displaystyle \beta <27^{\circ }}) - {\displaystyle -0,036-3,7\times 10^{-4}\alpha +6,16\times 10^{-4}\alpha ^{2}} (само за глобус, {\displaystyle \alpha \leq 6^{\circ }}) - {\displaystyle +0,026+2,446\times 10^{-4}\alpha +2,672\times 10^{-4}\alpha ^{2}-1,505\times 10^{-6}\alpha ^{3}+4,767\times 10^{-9}\alpha ^{4}} (само за глобус, {\displaystyle 6^{\circ }<\alpha <150^{\circ }}) |
| Уран    | −7,110            | {\displaystyle -8,4\times 10^{-4}\phi '+6,587\times 10^{-3}\alpha +1,045\times 10^{-4}\alpha ^{2}} (за {\displaystyle \alpha <3,1^{\circ }}) |
| Нептун  | −7,00             | {\displaystyle +7,944\times 10^{-3}\alpha +9,617\times 10^{-5}\alpha ^{2}} (за {\displaystyle \alpha <133^{\circ }} и {\displaystyle t>2000,0}) |

Овде је {\displaystyle \beta } ефективни нагиб Сатурнових прстенова (њихов нагиб у односу на посматрача), који, гледано са Земље, варира између 0° и 27° током једне Сатурнове орбите, и {\displaystyle \phi '} је мали корекцони члан у зависности од Уранове подземље и суб-соларне географске ширине. {\displaystyle t} је година садашње ере. Апсолутна магнитуда Нептуна се споро мења због сезонских ефеката како се планета креће дуж своје 165-годишње орбите око Сунца, а горња апроксимација важи тек после 2000. године. За неке околности, као што је {\displaystyle \alpha \geq 179^{\circ }} за Венеру, нема доступних запажања, и фазна крива је непозната у тим случајевима.
Пример: 1. јануара 2019. Венера је била {\displaystyle d_{BS}=0.719{\text{ AU}}} од Сунца и {\displaystyle d_{BO}=0.645{\text{ AU}}} од Земље, под фазним углом од {\displaystyle \alpha =93.0^{\circ }} (близу четвртине фазе). У условима пуне фазе, Венера би била видљива на {\displaystyle m=-4.384+5\log _{10}{\left(0.719\cdot 0.645\right)}=-6.09.} Узимајући у обзир велики фазни угао, горњи термин корекције даје стварну привидну магнитуду од {\displaystyle m=-6.09+\left(-1.044\times 10^{-3}\cdot 93.0+3.687\times 10^{-4}\cdot 93.0^{2}-2.814\times 10^{-6}\cdot 93.0^{3}+8.938\times 10^{-9}\cdot 93.0^{4}\right)=-4.59.} Ово је близу вредности од {\displaystyle m=-4.62} коју је предвидела Лабораторија за млазни погон.
Земљин албедо варира за фактор 6, од 0,12 у случају без облака до 0,76 у случају облака алтостратуса. Апсолутна магнитуда овде одговара албеду од 0,434. Привидна магнитуда Земље не може се предвидети тако тачно као код већине других планета.